# Sasebo
Sasebo (佐世保市 Sasebo-shi?) es una ciudad de Japón, localizada al oeste de la isla de Kyūshū, en la prefectura de Nagasaki, es un puerto situado cerca de la ciudad de Nagasaki. En su actividad económica destacan los centros de construcción naval, la pesca de ostras y la metalurgia. la ciudad es conocida por su puerto natural de aguas profundas y se convirtió en una base naval en 1886 que llegó a ser una de las más modernas e importantes de Japón. La ciudad sufrió grandes daños durante la Segunda Guerra Mundial. Al final del citado conflicto bélico, parte de las instalaciones de su base naval pasaron a manos de la Armada (Navy) de los Estados Unidos. La población en 2011 era de 259 800 habitantes y la ciudad tiene un área de 363,88 km².
La ciudad fue fundada el 1 de abril de 1902.

## Sitios de interés
- Parque temático Huis Ten Bosch, considerado como el “Reino de la Luz”.[3]
- Cueva de Fukui.
- Islas Kujū-ku.
- Cueva de Senpukuji